# Kehtna (gemeente)
Kehtna (Estisch: Kehtna vald) is een gemeente in de Estlandse provincie Raplamaa. De gemeente telde 5.454 inwoners op 1 januari 2023 en heeft een oppervlakte van 511,97 vierkante kilometer.
De landgemeente Kehtna is in oktober 2017 gefuseerd met de gemeente Järvakandi, een alevvald, die geheel omsloten werd door Kehtna. Sindsdien is Järvakandi de hoofdplaats van de gemeente; voordien was dat Kehtna.
De heuvel Paluküla hiiemägi bij het dorp Paluküla is met 106 m het hoogste punt van West-Estland.

## Plaatsen
Kehtna heeft:
- één plaats met de status van ‘kleine stad’ (Estisch: alev): Järvakandi;
- vijf plaatsen met de status van ‘vlek’ (Estisch: alevik): Eidapere, Lelle, Keava, Kehtna en Kaerepere;
- 43 plaatsen met de status van dorp (Estisch: küla): Ahekõnnu, Ellamaa, Haakla, Hertu, Hiie, Ingliste, Käbiküla, Kärpla, Kaerepere, Kalbu, Kastna, Kehtna-Nurme, Kenni, Koogimäe, Koogiste, Kõrbja, Kumma, Laeste, Lalli, Lau, Lellapere, Lellapere-Nurme, Linnaaluste, Lokuta, Metsaääre, Mukri, Nadalama, Nõlva, Ohekatku, Pae, Palasi, Paluküla, Põllu, Põrsaku, Reonda, Rõue, Saarepõllu, Saksa, Saunaküla, Selja, Sooaluste, Valtu-Nurme en Vastja.

## Spoorlijn
De spoorlijn Tallinn - Viljandi loopt door de gemeente. Keava en Lelle hebben een station aan de lijn. Lelle was een spoorwegknooppunt: de spoorlijnen van Viljandi en Pärnu naar Tallinn kwamen hier samen. Het baanvak Lelle-Pärnu is echter in december 2018 gesloten.

## Geboren
- In Lelle: Vjatšeslav Zahovaiko (1981), voetballer
- In Kehtna: Alo Bärengrub (1982), voetballer
- In Kehtna: Alo Dupikov (1985), voetballer

Landgemeenten: Kehtna · Kohila · Märjamaa · Rapla